# Posejdon Center
Posejdon Center – budynek biurowo-handlowy w Szczecinie, w którym przed wojną mieścił się szczeciński UFA Palast, po wojnie Powszechny Dom Towarowy „Posejdon”, a następnie Galeria Centrum i Empik. Budynek powstał 28 listopada 1928, a oddany do użytku był w roku następnym. Obiekty te mieściły się przy alei Niepodległości 60 (daw. Paradeplatz 60).

## Familien Kaufhaus

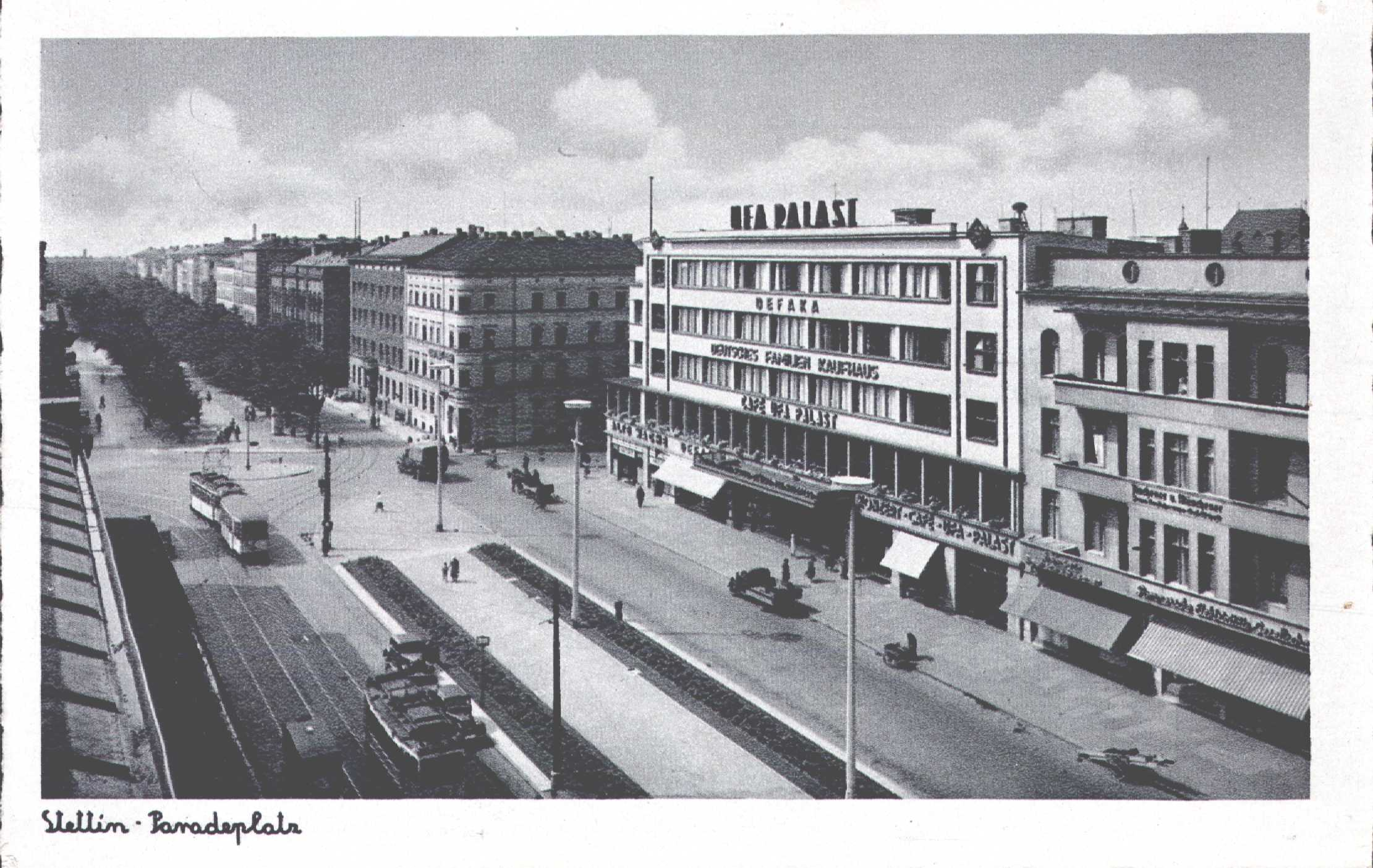
UFA Palast

Dom towarowy Familien Kaufhaus należał do nieistniejącej już sieci DeFaKa (Deutsches Familien-Kaufhaus) założonej w 1925. Powstał w miejscu odwachu przy Bramie Portowej należącego do zlikwidowanej Twierdzy Szczecin (w Szczecinie istniał też odwach przy Rynku Siennym). Projektantem nowoczesnego budynku był Max Bischoff. W szczecińskim gmachu DeFaKa mieściły się sklepy, restauracje, kawiarnie, cukiernia, piwiarnia, bar nocny, ogród zimowy i kabaret, m.in. restauracja Alte Wache, kawiarnia Cafe UFA Palast i music-hall. W kinie wyświetlano filmy niemieckie i zagraniczne. Pierwszy film dźwiękowy wyświetlono w 1930, był to film Skandal um Eva. Pierwszym filmem kolorowym wyświetlonym w UFA Palast była popularna komedia Frauen sind doch bessere Diplomaten.
Stanowiąca główną atrakcję domu towarowego sala kinowa mieściła się na parterze budynku. Szczeciński UFA Palast, oddany do użytku w 1929, był jednym z kilku wielkich kin UFA Palast zbudowanych przez niemiecką wytwórnię filmową UFA (Universum Film AG). Najstarszym z takich kin był berliński UFA-Palast am Zoo, największym zbudowany w tym samym roku co UFA Palast w Szczecinie UFA-Palast am Gänsemarkt w Hamburgu (2665 miejsc). Kino szczecińskie mogło pomieścić ponad 1200 widzów na kilku poziomach.

## Dom handlowy Posejdon i Galeria Centrum

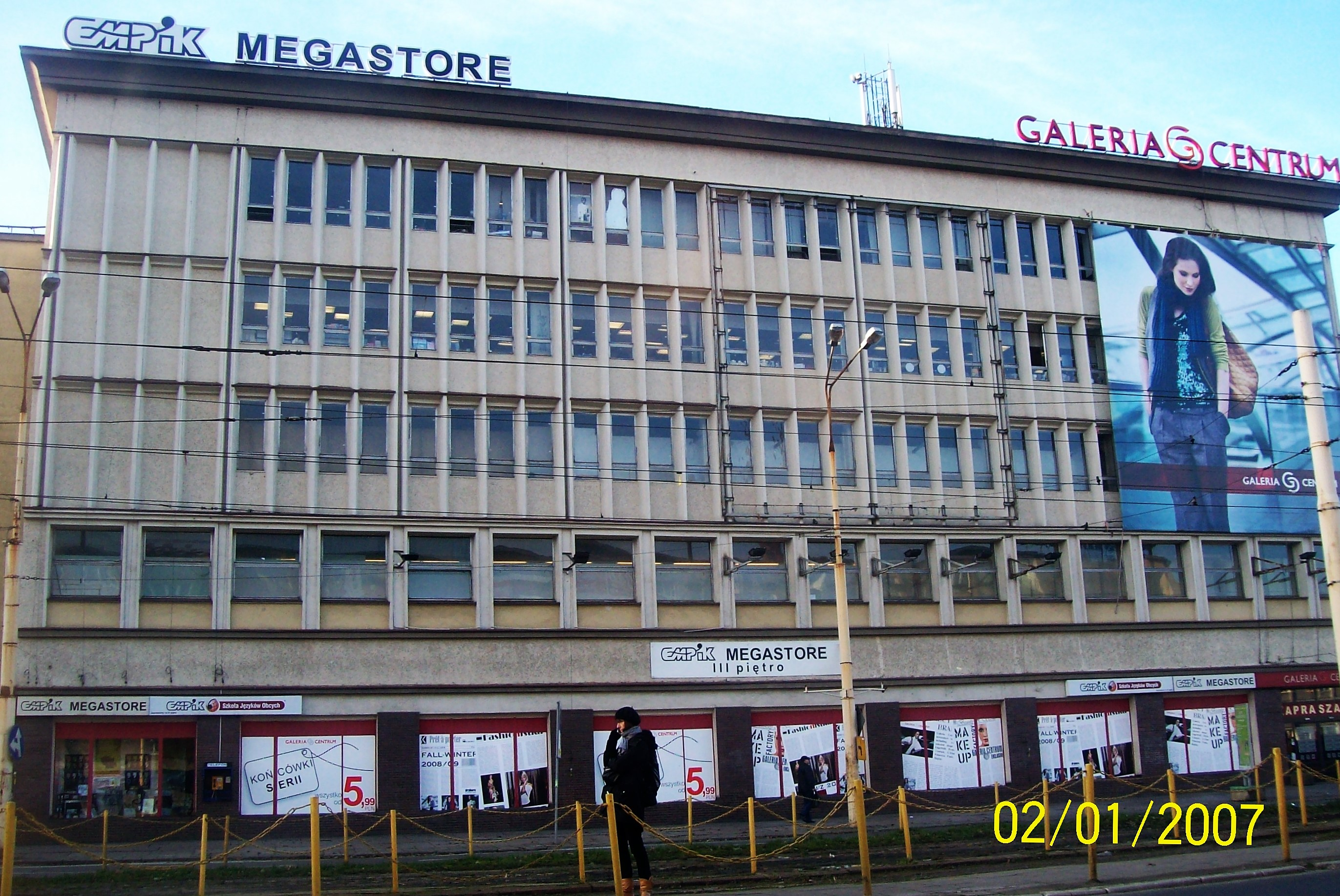
Galeria Centrum w 2008 r.

W czasie wojny gmach DeFaKa uległ znacznym zniszczeniom w czasie nalotów dywanowych na Szczecin w 1944. W gruzach legła wówczas część kompleksu z salą kinową. Część, która ocalała to skrzydło na skrzyżowaniu ulic Niepodległości i Partyzantów. Zniszczeniu uległa modernistyczna fasada, zachował się natomiast szkielet żelbetowy. Po wojnie zachowaną część budynku odbudowano w 1951 jako dom towarowy (projekt odbudowy: Franciszek Kocimski), wygląd znacznie odbiegał jednak od przedwojennego. Powszechny Dom Towarowy „Posejdon” został oddany do użytku 31 grudnia 1951, jako całość w roku następnym, i był jednym z domów towarowych przedsiębiorstwa Powszechne Domy Towarowe. Nazwę „Posejdon” wybrali dla domu towarowego w 1968 czytelnicy „Kuriera Szczecińskiego”. Charakterystyczny dla budynku był neon z napisem „PDT sprzedaje korzystnie”. We wrześniu 1993 przekształcony został w DT „Centrum”. Następnie przejęła go sieć Galeria Centrum, w budynku mieścił się także Empik.

## Posejdon Center

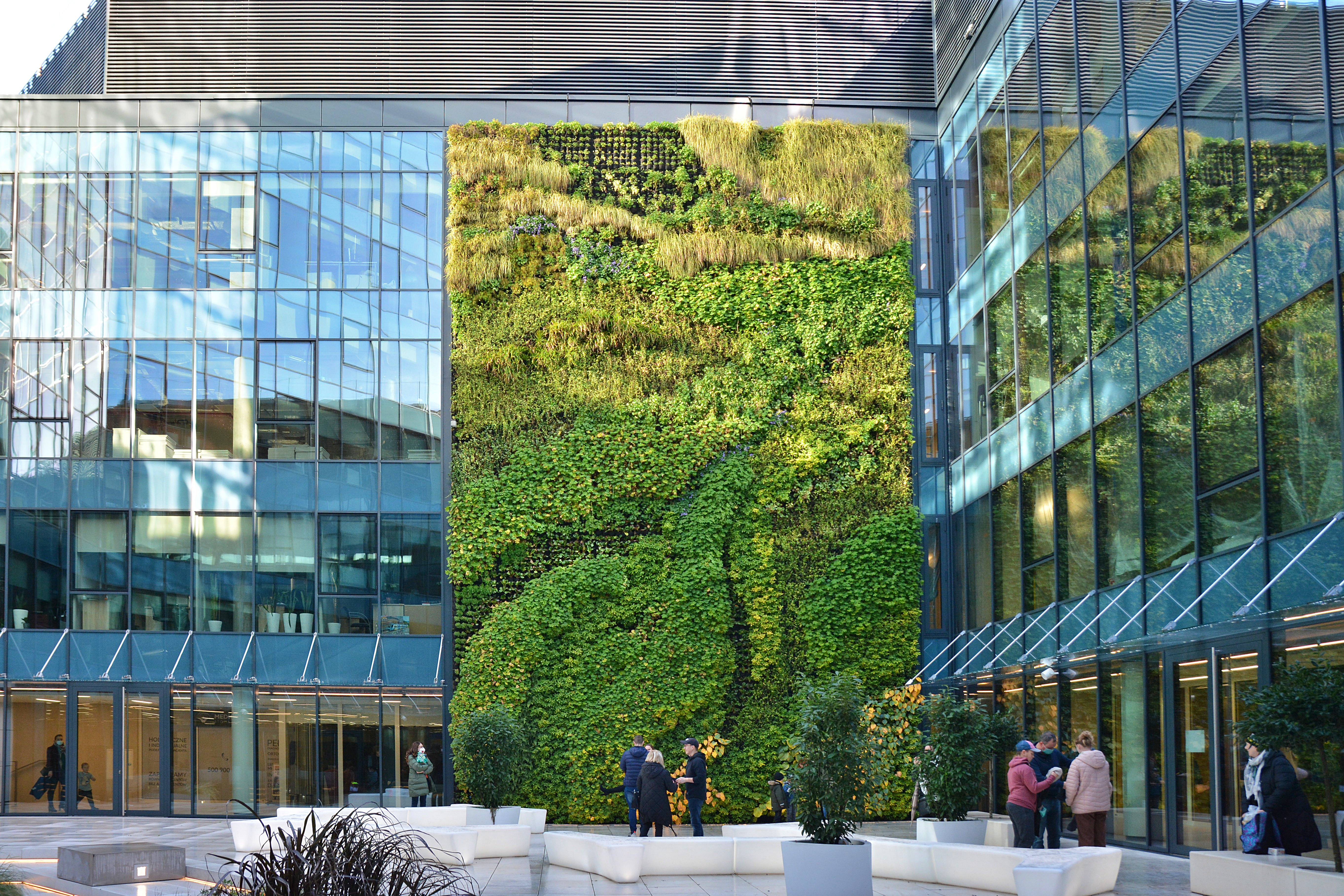
"Zielona ściana" na elewacji Posejdona

W 2009 roku szczecińską Galerię Centrum zamknięto. Budynek miał ulec przebudowie – odzyskać miał przedwojenną fasadę, mieścić się w nim miały przede wszystkim biura, a także duży parking podziemny. Właścicielem budynku po 2009 roku było Centrum Development & Investments Polska. Zakończenie budowy było planowane na 2011, lecz nie zaczęto żadnych prac. Spółka Posejdon Development do stycznia 2014 roku powinna zakończyć zabudowę działki wkoło, ale ponieważ tego nie zrobiła nałożono na nią karę miliona złotych. Nowym właścicielem została firma Porto (należąca do szczecińskiego inwestora Marcina Woźniaka i firmy Calbud), która wyraziła chęć wyremontowania i rozbudowania obecnego obiektu i wybudowania dwóch hoteli. Biurowiec pozostać miał przy dawnej nazwie „Posejdon”.
W latach 2016–2019 przeprowadzono modernizację i rozbudowę budynku według projektu Federacyjnego Biura Architektonicznego. Wykonawcą prac budowlanych i inwestorem była firma Calbud, a całe przedsięwzięcie było współfinansowane przez Europejski Bank Inwestycyjny. Zakres przebudowy objął: remont wnętrz i wszystkich instalacji, przywrócenie budynkowi fasady frontowej o wyglądzie zbliżonym do przedwojennego, wymianę stolarki okiennej i drzwiowej, rozbudowę budynku o nowe skrzydła wzdłuż ulicy Kaszubskiej i plac Zwycięstwa. W budynku zastosowano nowoczesne rozwiązania konstrukcyjne takie jak instalacje grzewcze i chłodnicze wykorzystujące energię geotermalną, spłuczki toalet zasilane wodą deszczową oraz panele fotowoltaiczne wytwarzające energię elektryczną na potrzeby budynku. Poza tym zainstalowano 15 stanowisk do ładowania samochodów elektrycznych. Pod obiektem powstał dwupoziomowy parking, a na dachu taras widokowy.
Na części elewacji wewnętrznego dziedzińca urządzono tzw. ogród wertykalny (zwany też zieloną ścianą) składający się z ok. 6500 roślin, różnych gatunków, zasadzonych w specjalnych kieszeniach przytwierdzonych do ściany budynku. Zielona ściana w „Posejdonie” zajmuje powierzchnię 150 m²  - co czyni ją największą, tego typu, konstrukcją w Polsce.